# Заиканы (Теленештский район)
Заиканы, Зэикань (рум. Zăicani) — село в Теленештском районе Молдовы. Наряду с сёлами Ратуш, Мындра, Новые Саратены и Новые Заиканы входит в состав коммуны Ратуш.

## География
Село расположено на высоте 42 метра над уровнем моря.

## Население
По данным переписи населения 2004 года, в селе Зэикань проживает 171 человек (86 мужчин, 85 женщин).
Этнический состав села:
| Национальность | Число жителей | Процентный состав |
| -------------- | ------------- | ----------------- |
| молдаване      | 171           | 100,0             |
| Всего          | 171           | 100 %             |